# Pseudostenophylax melkor
Pseudostenophylax melkor är en nattsländeart som beskrevs av Schmid 1991. Pseudostenophylax melkor ingår i släktet Pseudostenophylax och familjen husmasknattsländor. Inga underarter finns listade i Catalogue of Life.